# Guiu Terrena
|  | Dieser Artikel wurde aufgrund von akuten inhaltlichen oder formalen Mängeln auf der Qualitätssicherungsseite des Portals Christentum eingetragen. Bitte hilf mit, die Mängel dieses Artikels zu beseitigen, und beteilige dich bitte an der Diskussion. |

Guiu Terrena (* um 1270 in Perpignan; † 1342), auch Guido Terreni und Guy von Perpignan, war ein katalanischer Karmelit, Kanonist und scholastischer Philosoph.

## Leben
Er war Schüler von Gottfried von Fontaines und Lehrer von John Baconthorpe. Er war Prior der Karmeliten 1318, Bischof von Mallorca, und Bischof von Elne. Als Bischof von Elne war er Gegner von Adhémar IV de Mosset.
Er war Anhänger vom Aristotelismus und unterrichtete in Avignon.

## Werke
Er war ein frühzeitiger Verteidiger der päpstlichen Unfehlbarkeit. Es wird behauptet, dass die Idee der päpstlichen Unfehlbarkeit zum ersten Mal in einem Werk erschienen war, das sich mit dem Streit zwischen Papst Johannes XXII. (1316–34) und den  Fratizellen befasste. Seine Lehre wegen dieses Themas stammte vor 1328. und sich den päpstlichen Bedürfnissen anpasste.
Im Hof von Papst Johannes XXII. gehörte er der Gruppe der Verteidiger der päpstlichen Unfehlbarkeit. Hinsichtlich der päpstlichen Unfehlbarkeit war er  nach B.M. Xiberta ein klarer Vorgänger beim Dogma dieses Namens, das das erste vatikanische Konzil aufstellte.
Er war Gegner der Ideen von Arnald von Villanova über den Antichrist;. Er gehörte zu denen, die Joachim von Fiore als Ketzer bezeichneten. Er wurde zusammen mit Petrus de Palude gebeten, über die apokalyptischen Schriften von Petrus Johannis Olivi zu berichten.
Er schrieb Kommentare über Werke von Aristoteles, u. a. Über die Seele, die Nikomachische Ethik, die Metaphysik, und die Physik.
Andere bemerkenswerte Werke sind Errores Sarracenorum (Fehler der Muslime) gegen den Islam, eine Summa de haresibus (Zusammenfassung der Ketzereien) und ein Kommentar zum Decretum Gratiani.

## Bibliographie
- A. Fidora, Guido Terreni, O. Carm. (†1342). Studies and Texts (= Textes et études du moyen age, 78), Turnhout: Brepols Publishers, 2015, ISBN 978-2-503-55528-7. (englisch)
- Guiu Terreni, Confutatio errorum quorundam magistrorum, ed. Alexander Fidora, Almudena Blasco and Celia López Alcalde, Barcelona: Obrador edéndum, 2014. (latein)
- B.-M. Xiberta, Guiu Terrena, Carmelita de Perpinyà, (Barcelona 1932). (katalanisch)
- Jorge J.E. Gracia, The Convertibility of Unum and Ens According to Guido Terrena, Franciscan Studies, 33, 1973, 143–170. (englisch)
- T. Shogimen, William of Ockham and Guido Terreni, History of Political Thought, 19, 4, 1998, 517–530. (englisch)
- C. Schabel, Early Carmelites between Giants. Questions on Future Contingents by Gerard of Bologna and Guy Terrena. Recherches de Théologie et Philosophie Médiévales 70 (2003) 139–205. (englisch)